# کیا آسامیا
کیا آسامیا (انگلیسی: Kia Asamiya؛ زادهٔ ۹ مارس ۱۹۶۳) مانگاکا، پویانما، و فیلم‌نامه‌نویس اهل ژاپن است. وی از سال ۱۹۸۶ میلادی تاکنون مشغول فعالیت بوده‌است.